# Contrarevolució a l'Imperi Carolingi (830)
La contrarevolució a l'Imperi Carolingi el 830 fou el moviment polític que va permetre a l'emperador Lluís el Pietós de recuperar el poder que li havia arrabassat el seu fill Lotari I poc abans.
Lotari I que havia assolit el poder, va tenir presoner al seu pare Lluís el Pietós a Compiègne la resta de l'estiu, en una residència adequada però només visitat per alguns monjos encarregats de persuadir-lo de fer-se monjo (cosa que anteriorment havia seduït a Lluís però ara refusava); els monjos van acabar indignats pels maltractaments de Lotari cap al seu pare Lluís i van entrar en una conjura per restaurar-lo a l'imperi i fins i tot li van oferir de deixar-lo lliure. Lluís va acceptar i va enviar a un d'aquestos monjos de nom Gombau, als reis Pipí I d'Aquitània i Lluís el Germànic per negociar amb aquestos el seu alliberament, amb la promesa si ho aconseguien, d'incrementar la seva part del regne en perjudici de Lotari. Els dos prínceps, que estaven penedits de la seva revolta, es van commoure amb el relat del que estava patint el pare; també estaven gelosos de veure al seu germà gran assolir tota l'autoritat, i van prometre l'ajut de totes les seves forces per l'alliberament i tots els mitjans pel seu restabliment al tron.
Seguint el costum dels temps, el rei tenia cada any dues dietes o assemblees generals; una a la primera part de l'any abans de la quaresma, pels afers de l'estat i les províncies i pels preparatius de les campanyes militars quan hi havia guerra; l'altra generalment es feia a la tardor per rebre els presents i donacions dels grans del regne que segons costum oferien a l'emperador, i per arranjar els afers després de les campanyes; també se'n podien fer d'altres d'extraordinàries si les necessitats de l'estat ho dictaven. A la tardor del 830 els nobles que tenien el poder van pressionar per la celebració de l'assemblea al cor de l'imperi, que era on tenien més força, però Lluís el Pietós, que com a emperador nominal havia de decidir on es feia, la volia celebrar a la frontera de Germània on tenia més seguidors; finalment la noblesa va acceptar la celebració a Nimega com demanava l'emperador. Aquest va aconsellar d'assistir amb un seguici militar poc nombrós i alguns dels més destacats (com el comte Lambert, que fou reenviat al seu govern a la frontera de Bretanya, o l'antic canceller Elisagar, que va rebre orde de retirar-se a una província per administrar justícia). Aquestes mostres d'autoritat de Lluís van desconcertar la noblesa addicta a Lotari; pel seu costat els fidels del Pietós, la major part de Germània, però també uns quants de França a la part de cap al Rin, es van dirigir a Nimega en massa.
L'assemblea es va obrir a l'octubre. El rei de Baviera que hi va arribar dels primers, es va declarar des del començament a favor del seu pare; els nobles que donaven suport a Lluís el Pietós havien format un campament particular. Tot això va acabar de desconcertar als partidaris de Lotari. El Pietós, sentint-se amb autoritat, va fer marxar de l'assemblea l'abat Hilduí de Saint-Denis, per haver-hi anat amb un seguici militar massa nombrós contra les ordes rebudes; Vala de Corbie va rebre orde de tornar al seu monestir. La noblesa es va reunir amb Lotari per decidir quin partit prendre però van restar allí tota la nit sense arribar a cap acord, dividits entre els que volien atacar a les tropes alemanyes que s'havien declarat per l'emperador, i altres que aconsellaven a Lotari de retirar-se sense fer res. Al matí l'emperador va decidir per ells; Lluís el Pietós va enviar a Lotari un missatger que li va ordenar que es reunís amb ell i li prometia que el rebria amb afecte com a fill; Lotari va obeir tot i l'opinió en contra de la majoria dels seus seguidors. Lluís el Pietós el va amonestar d'una manera viva però paternal i es va assegurar de la seva fidelitat amb un nou jurament, i llavors el va perdonar. Mentre això passava a palau, el poble que no sabia que passava, i que estava dividit entre els dos bàndols, estava agitat i va estar a punt d'haver-hi enfrontaments, però llavors Lluís el Pietós i Lotari van aparèixer públicament i el tumult es va apaivagar. L'emperador restablert va ordenar llavors detenir els principals autors de la sedició per ser jutjats a la següent assemblea general que se celebraria a Aquisgrà. Els prelats i senyors presents a Nimega van declarar que la injustícia i la violència havien provocat el que havia passat amb l'emperadriu Judit de Baviera, i que aquesta s'havia de presentar a la següent dieta per ser jutjada en forma sobre qualsevol acusació que se li fes.
Acabada l'assemblea Lluís i Lotari van anar a Aquisgrà on esperaven passar l'hivern. Lluís va enviar el seu fill Carles (el Calb) a Aquitània, acompanyat de Drogó bisbe de Metz, germà natural de Carles, per tranquil·litzar Judit, ja que no podia tornar a ser emperadriu fins que no quedés plenament exonerada.
El dia de la Purificació del 831 Judit va comparèixer a la dieta d'Aquisgrà, i va demanar ser rebuda per provar la seva innocència. L'assemblea a un sol crit va demanar si hi havia algú que volgués fer l'acusació però ningú va sortir i se li va permetre justificar-se per jurament segons les lleis dels francs. Una vegada fer el jurament l'emperador la va anar a buscar i la va reprendre com a muller. Llavors es va procedir al judici dels rebels: tots foren considerats culpables de crims de lesa majestat i condemnat a mort però l'emperador va utilitzar el seu dret de gràcia i els va concedir la vida, limitant-se a deposar de la seva seu als bisbes i abats implicats i de destituir dels seus governs i dignitats als seculars; van veure confiscats els seus béns i tots foren enviats a l'exili en diversos monestirs de França. Els prínceps Lotari, Pipí i Lluís estaven presents i van consentir. Conforme a la promesa feta, Lluís va augmentar la part del regne assignada a Pipí i Lluís però no se sap quines províncies o comarques els va donar. Lotari va rebre únicament Itàlia on se li va permetre retirar-se sota promesa de no fer res sense consentiment de l'emperador. Amb això es va donar per acabada l'assemblea.
Uns mesos després Lluís va cridar els exiliats dels seus desterraments i els va permetre el retorn i els va retornar els béns confiscats (Hug de Tours va ser restituït en les seves terres d'Alsàcia); els que havien estat tonsurats i obligats a abraçar la vida monàstica, foren declarats lliures de restar en aquest estat o retornar a l'estat secular.